# Фалькс

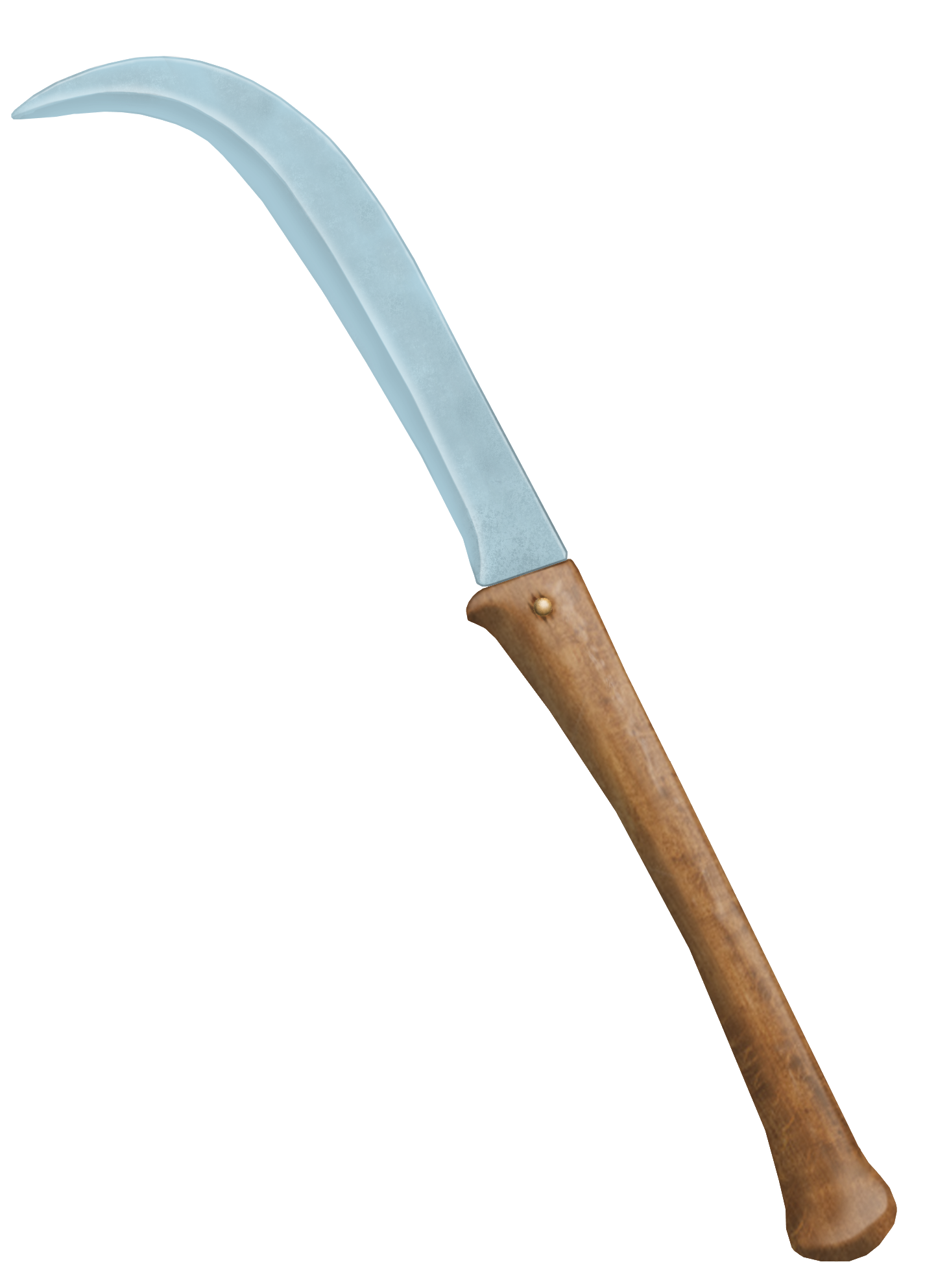
Сучасний малюнок фалькса, оснований на барельєфі з монументу «Трофей Трояна» в Адамклісі (Румунія)

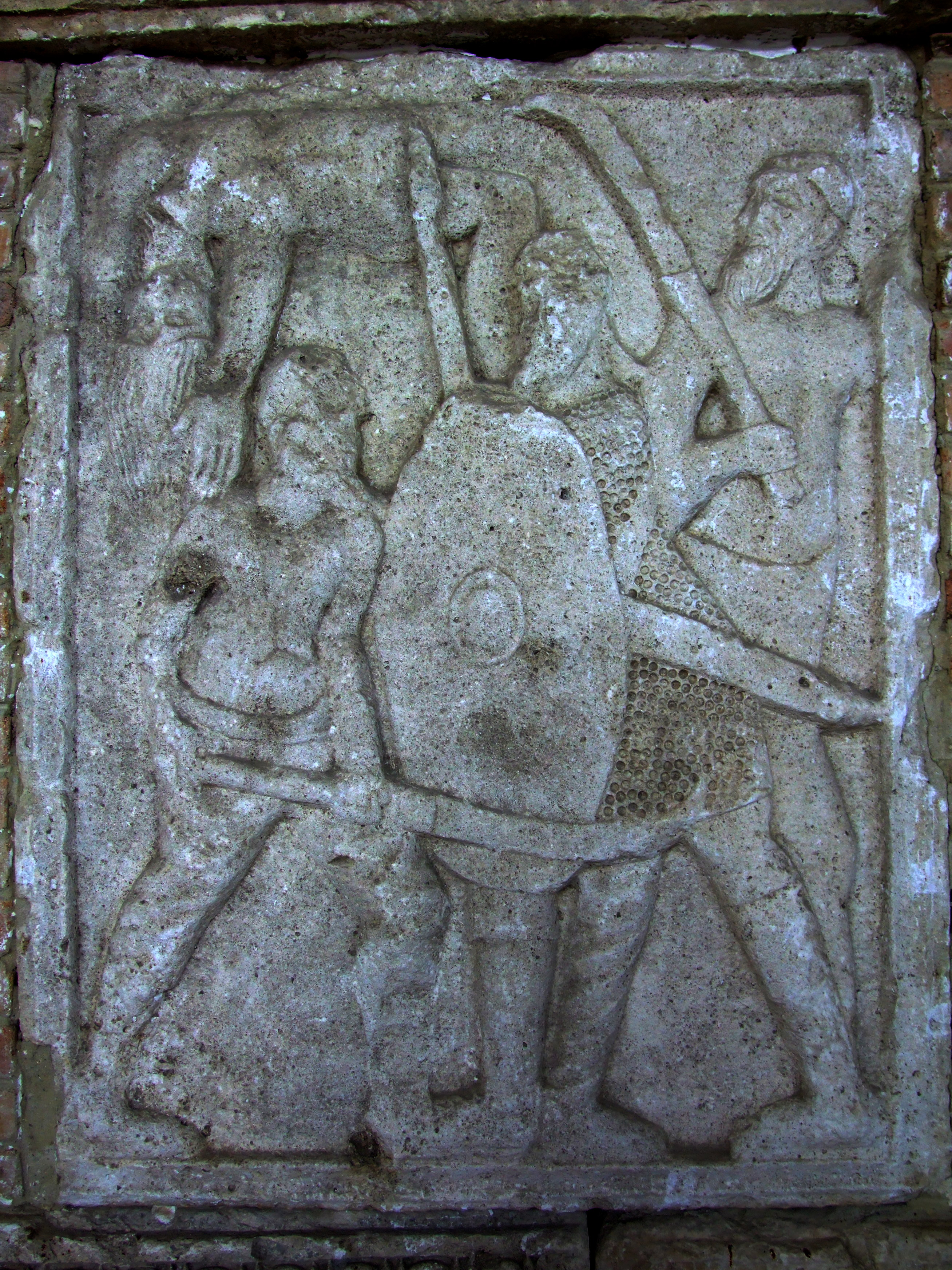
Фалькс у руці дакійського воїна на фризі монументу «Трофей Траяна» (метопа № 34)

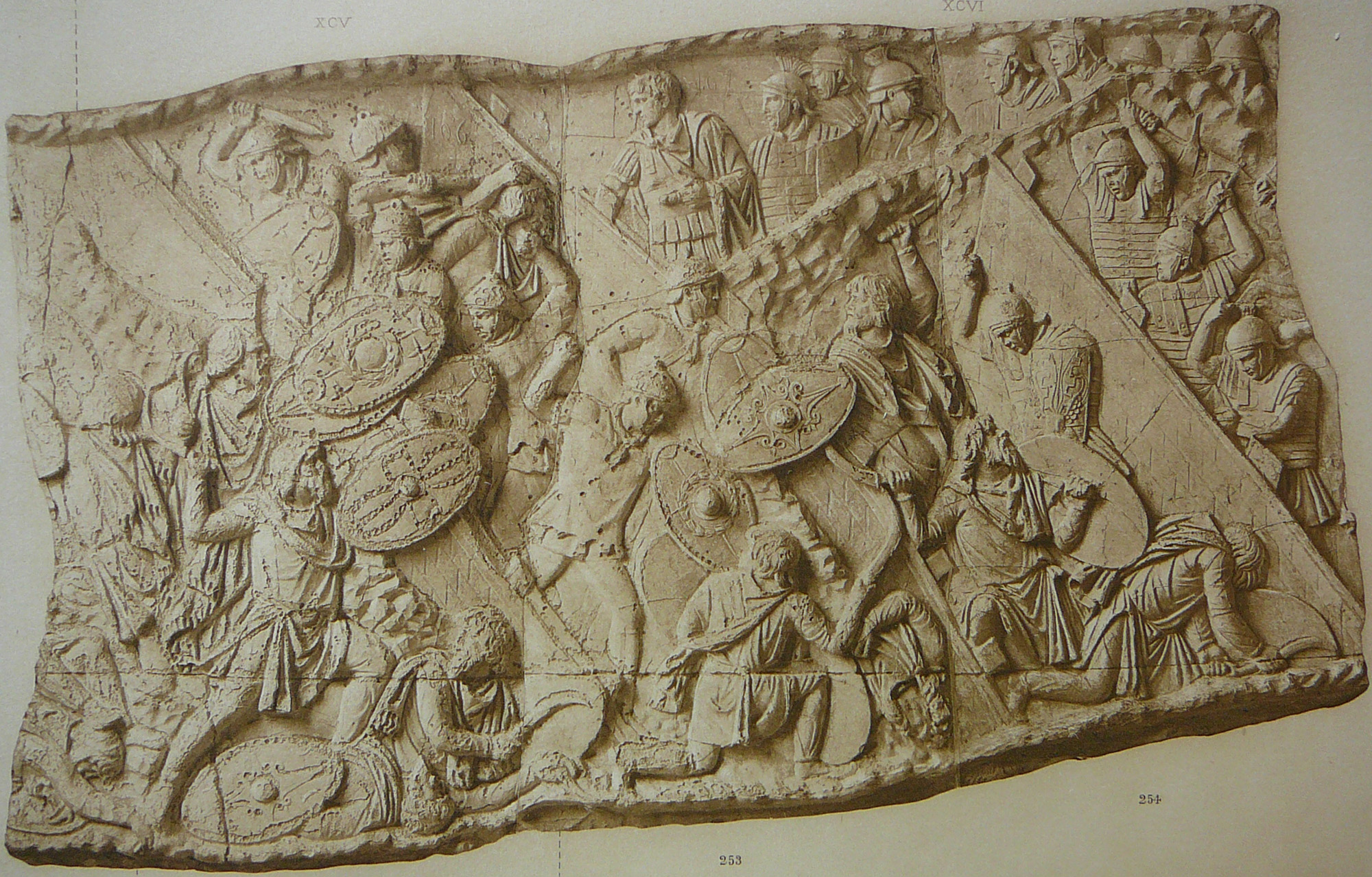
Барельєф на колоні Траяна у Римі. Короткі клинки не схожі з фальксами

Фалькс, фракі́йська маха́йра (лат. falx) — холодна держакова зброя, дворучний бойовий серп, уживаний фракійцями й даками. У сучасній літературі її прийнято звати латинським словом «фалькс» (лат. falx — «серп», «коса»), самі римляни звали таку зброю falx supina (буквально — «зворотний серп»), така назва уживається у «Сатирах» Горація. Трудність у перекладі назві становить те, що слово «falx» могло уживатися як щодо серпа (falx messoria), так і щодо коси (falx foenaria).
Фалькс іноді змішують з фракійською ромфеєю та сикою.

## Опис

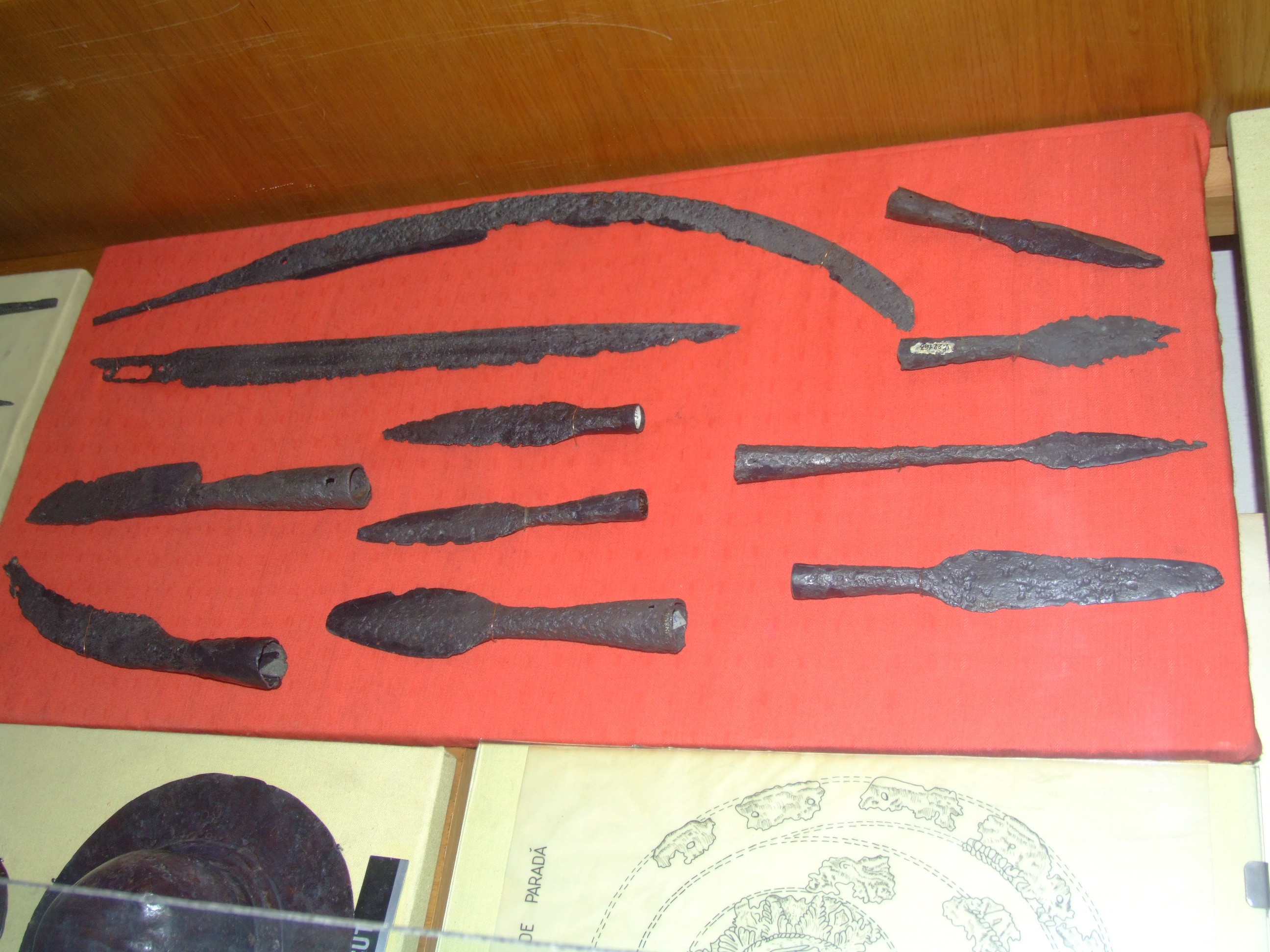
Археологічні знахідки з Музею Історії Трансильванії (Румунія). Зверху здогадно — лезо фалькса

Фалькс являв собою вигнутий клинок 60-100 см завдовжки, дедалі вужчий до наконечника, ширший у середині та в основі. Клинок кріпився на довгому руків'ї (близько 1 м). За походженням він, можливо, є гібридом списа та кривого меча. Незважаючи на явну схожість з косою, вона не могла вплинути на його появу: цей сільськогосподарський інструмент поширився у Європі тільки у Середньовіччі — XII—XIII століттях. Можливим предком фалькса міг бути сільськогосподарський серп, хоча довжина його «мирних» зразків не перевищувала 30 см.

Унаслідок того, що зброя була дворучною, воїн з фальксом не був захищений щитом. Довге руків'я уможливлювало тримати фалькс широким хватом. Міцні рублячі удари завдавалися всією вагою тіла згори донизу, після чого відбувався тиск на руків'я. Завдяки широкому хвату та вигнутому лезу створювався ефект коси — удар «з відтягом» був дуже сильним та згубним. Гакоподібне лезо могло також слугувати для виривання щитів у противника.

## Історія
Під час завоювання Дакії римським імператором Траяном, римляни мусили випробувати на собі дію цієї грізної зброї: сильний удар фалькса був здатен розрізати дерев'яний або шкіряний щит, лляний або шкіряний обладунок і навіть кольчугу. Поранення верхніх кінцівок (особливо правої, незахищеної) були вельми серйозними: навіть якщо фалькс не відсікав руку, вона залишалася покаліченою, що робило воїна непридатним до служби. Це вимусило римлян удосконалити обладунки: додати захисні пластини на плечах (птеруги) на лорика сегментата, і передню пластину на шоломі. Під час дакійських воєн римляни повернулися до раніших обладунків — лорика гамата та лорика сквамата, окрім того, впроваджено поножі та маніки (металеві рукави).

## У мистецтві
На фризі колони Траяна в Римі викарбувані барельєфи, які зображують сцени битв римлян з даками, а в її основі — захоплену дакійську зброю. У дакійських воїнів у руках можна помітити криві клинки, проте більшість даків має щити, тому їхні клинки не можуть бути фальксами — їх тримали обома руками. Зображені на колоні Траяна криві кинджали більш схожі на фракійські сики. Проте, слід мати на увазі, що манера скульптора була значною мірою умовна, він робив зображення за чужими свідоцтвами, не бувши сам очевидцем подій. Зображення клинків, які можна однозначно класифікувати як фалькси, знайдені на барельєфах монументу «Трофей Траяна» (Tropaeum Traiani) в Адамклісі (Румунія). На метопах фризу зображені епізоди битв з даками, у руках яких — зброя з кривим лезом на довгому руків'ї. Археологічних знахідок фальксів дуже мало.

## Галерея

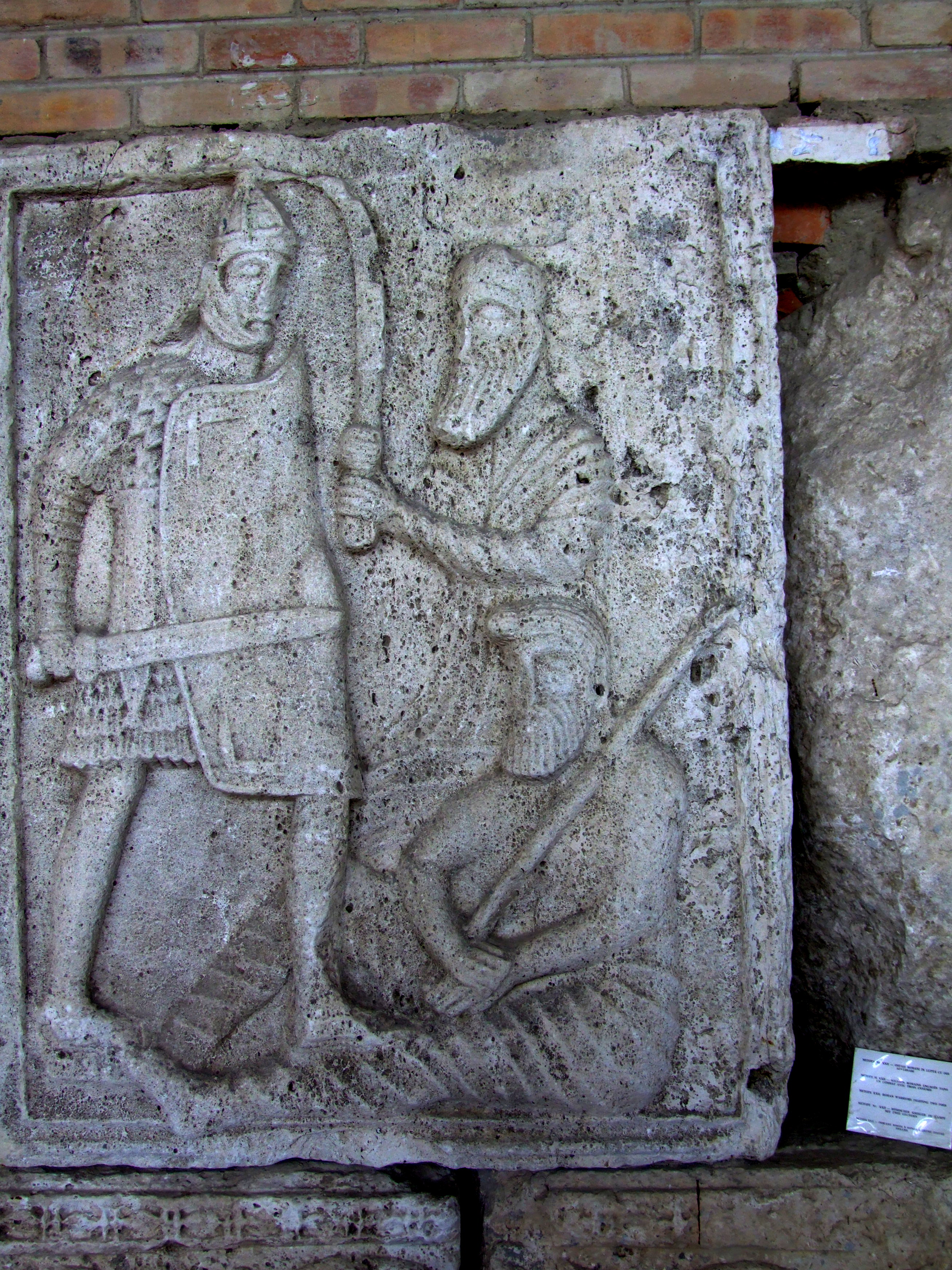
Фалькс на барельєфі монументу «Трофей Траяна» у в Адамклісі. Метопа № 17
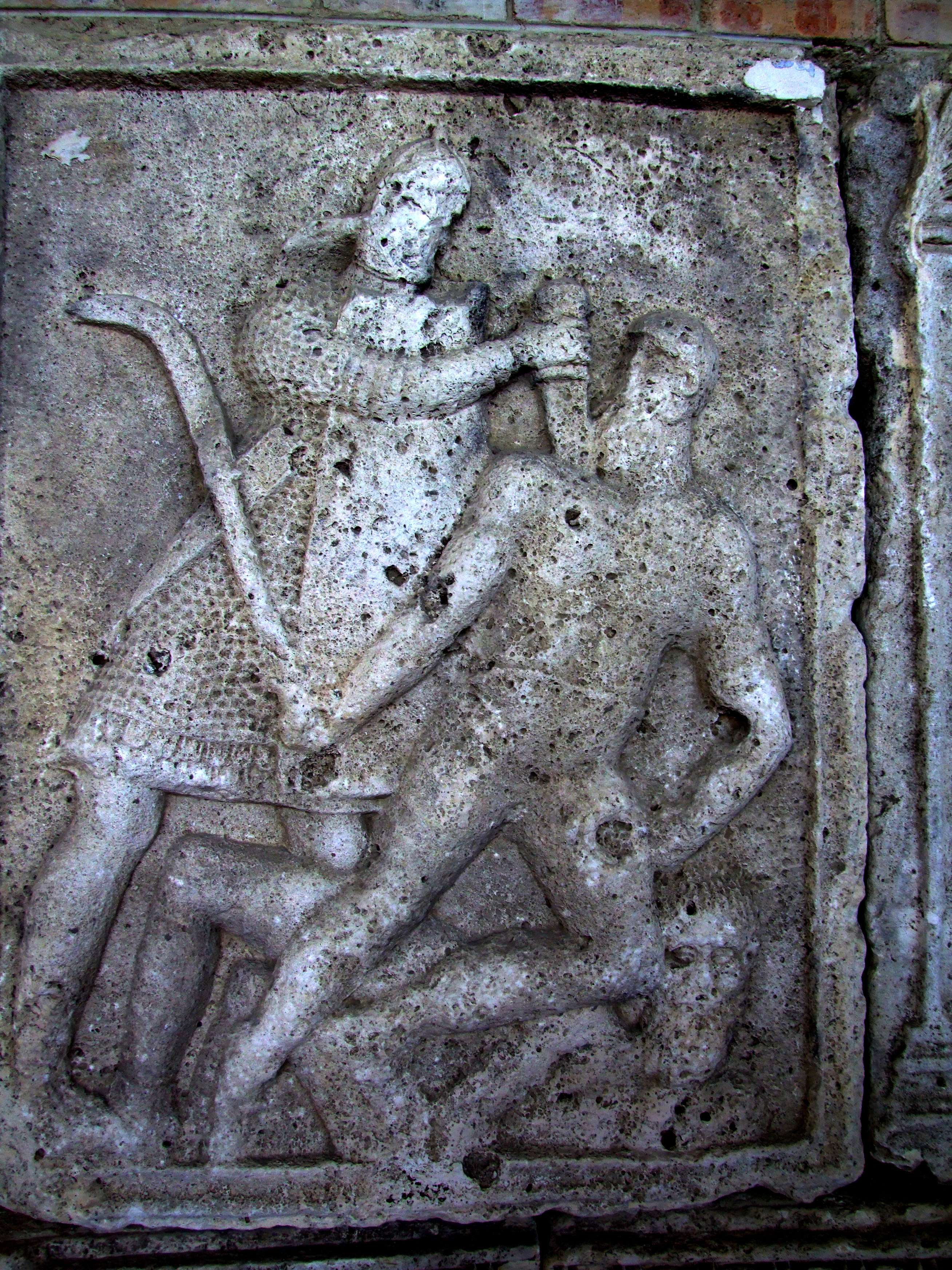
Фалькс на барельєфі монументу «Трофей Траяна» у в Адамклісі
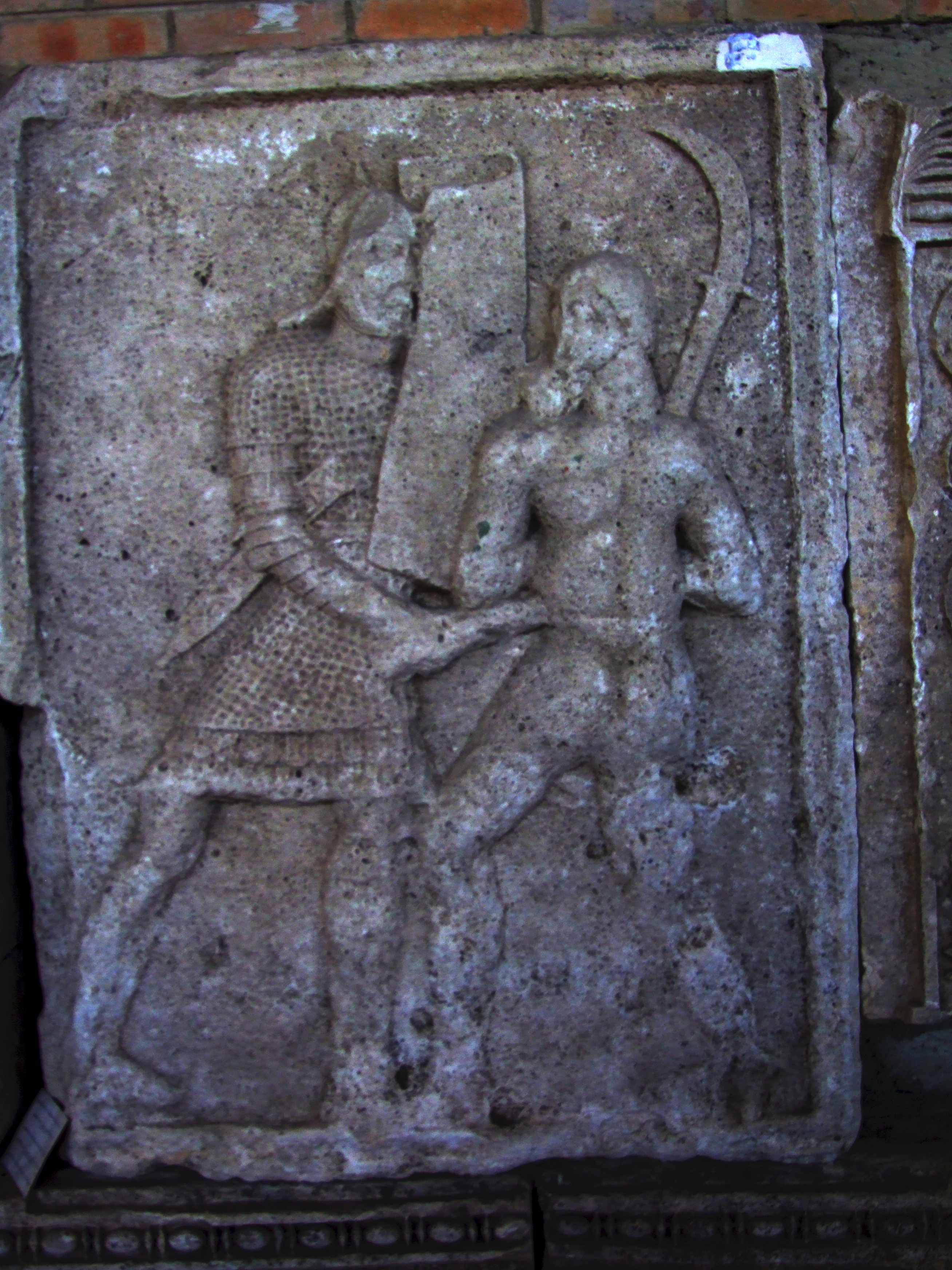
Фалькс на барельєфі монументу «Трофей Траяна» у в Адамклісі. Метопа № 18
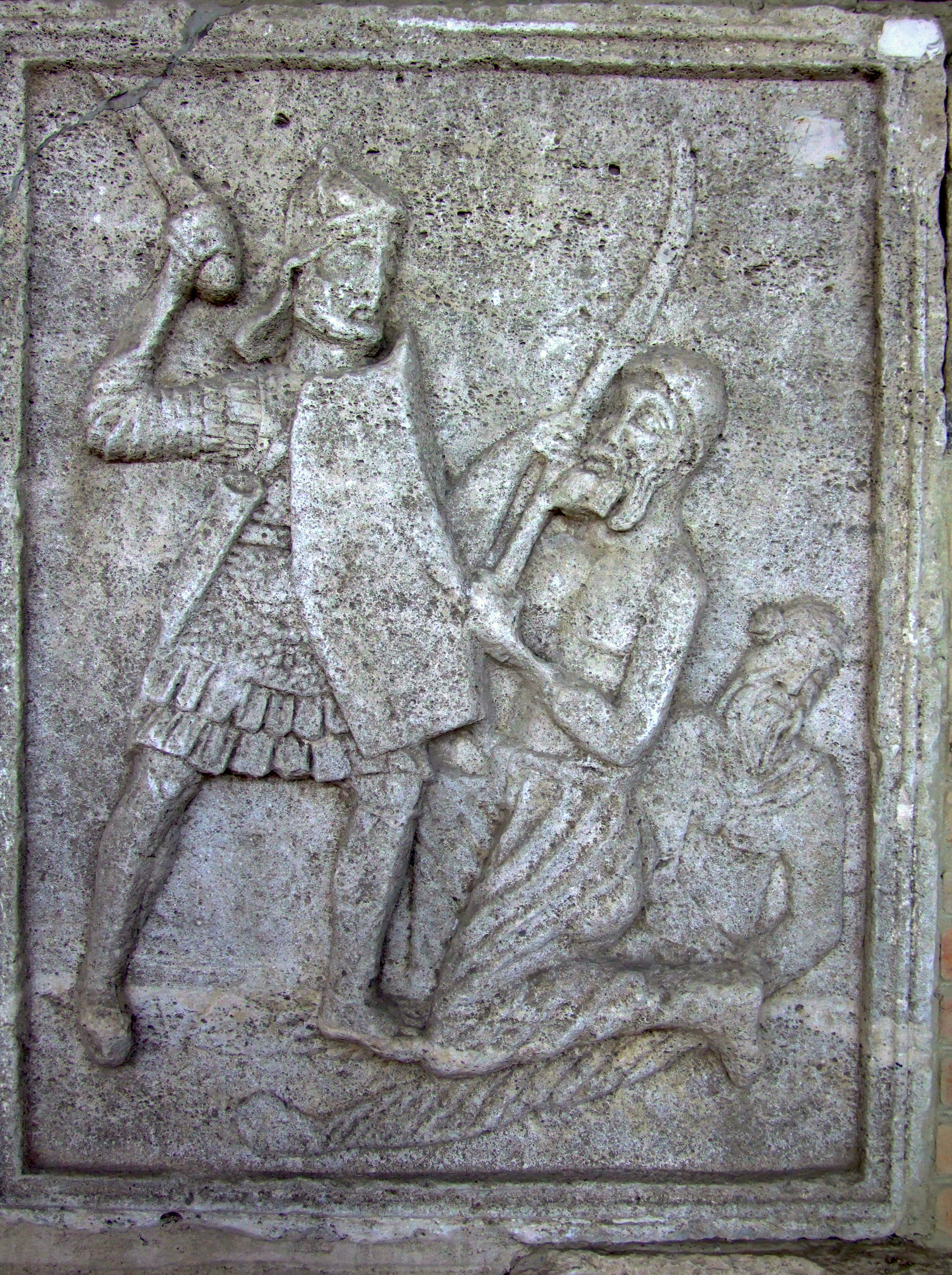
Фалькс на барельєфі монументу «Трофей Траяна» у в Адамклісі
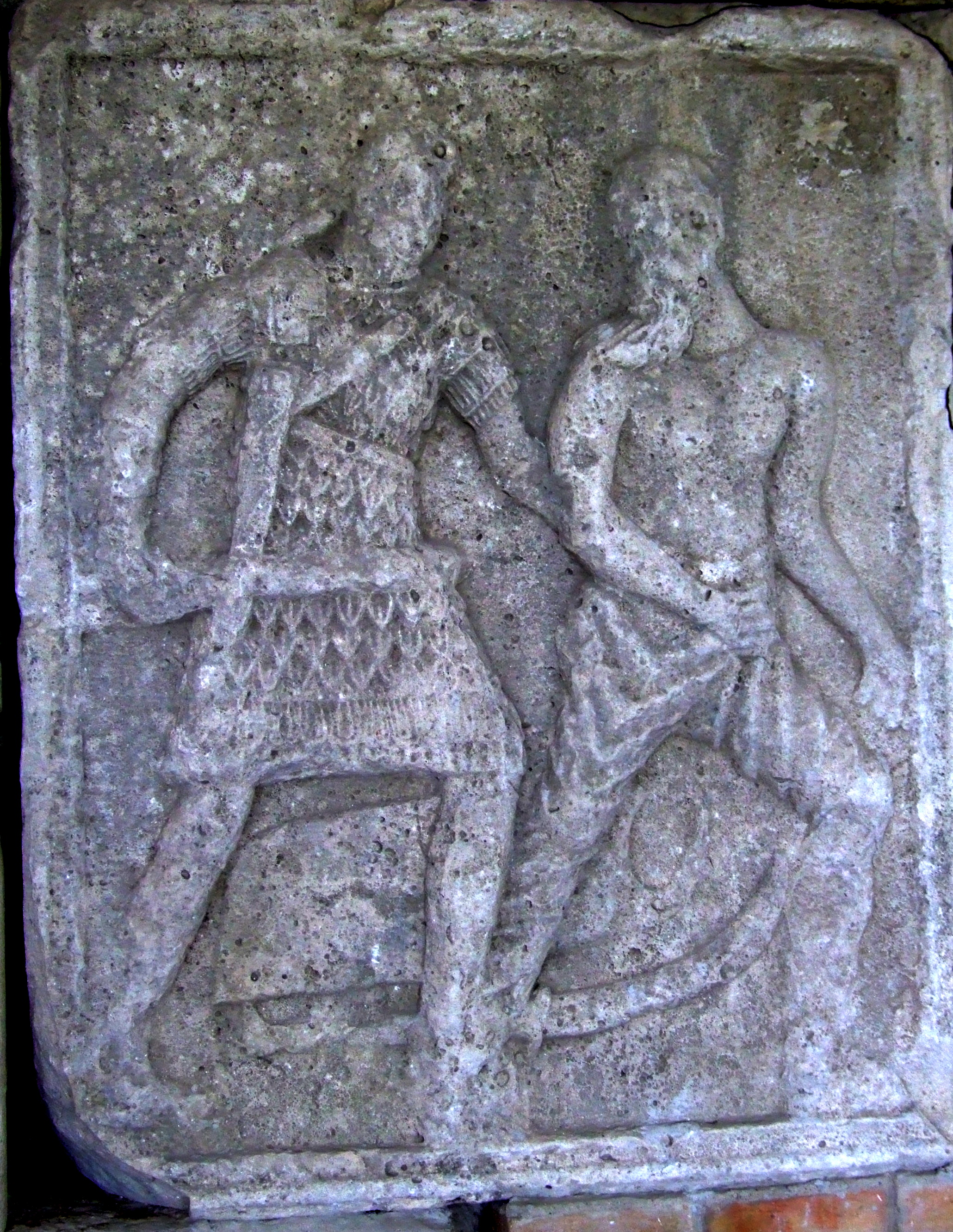
Фалькс на барельєфі монументу «Трофей Траяна» у в Адамклісі
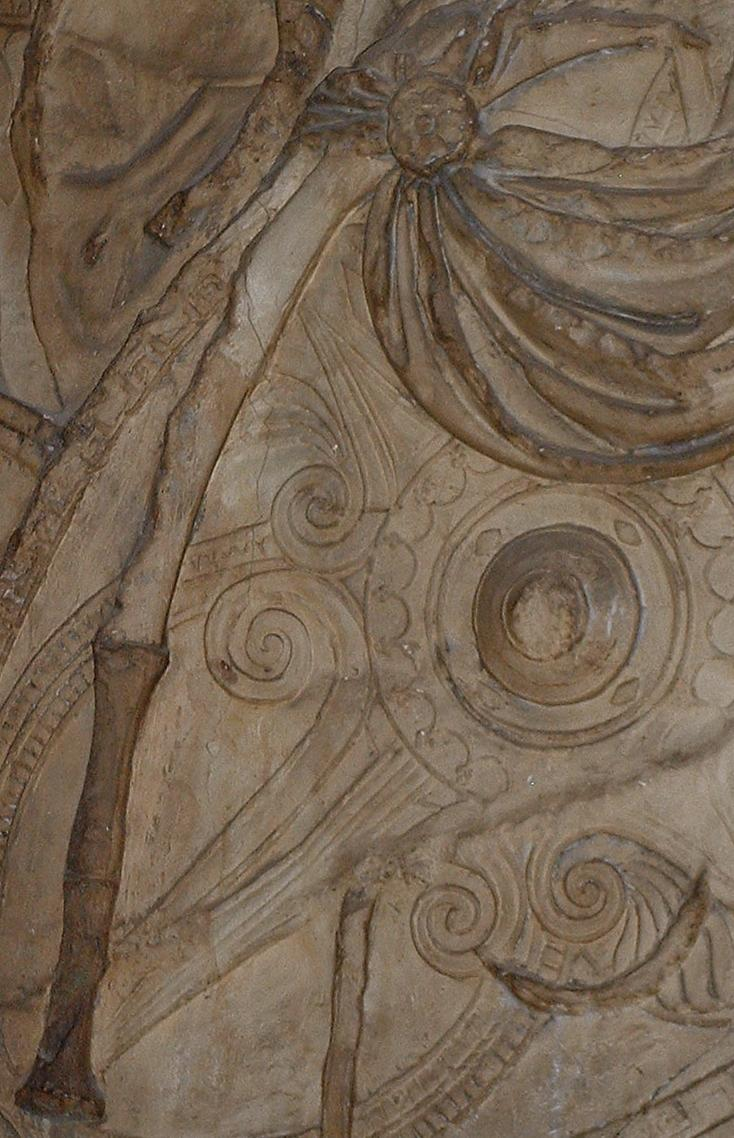
Фалькс, зображений на основі «Колони Траяна» у Римі
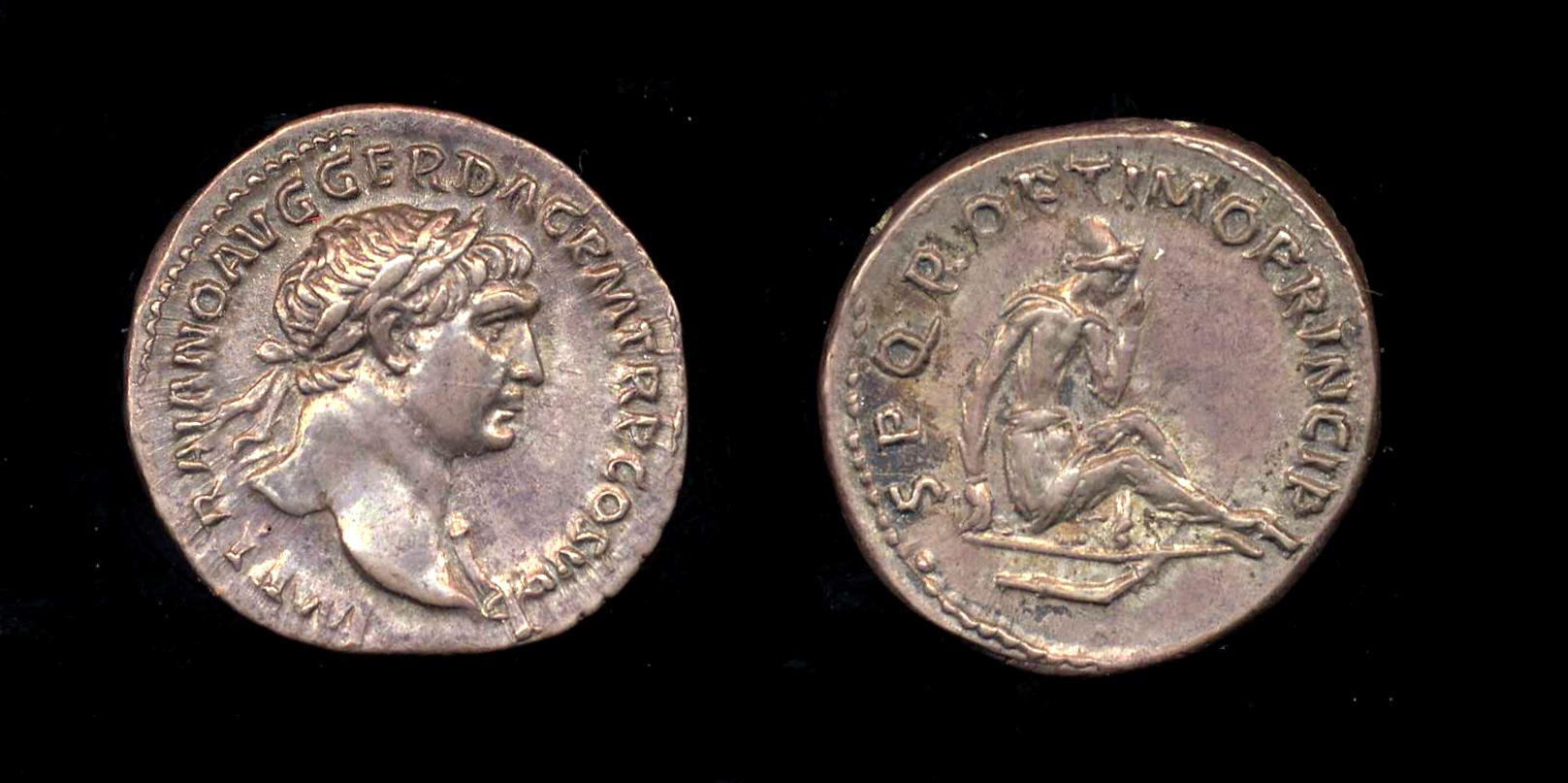
Римський денарій 107 р. н. е., викарбуваний за наказом Траяна у пам'ять завоювання Дакії. На реверсі зображення дака, який сидить на щиті у жалобі, з фальксом у ніг